# Islote Grande de na Moltona

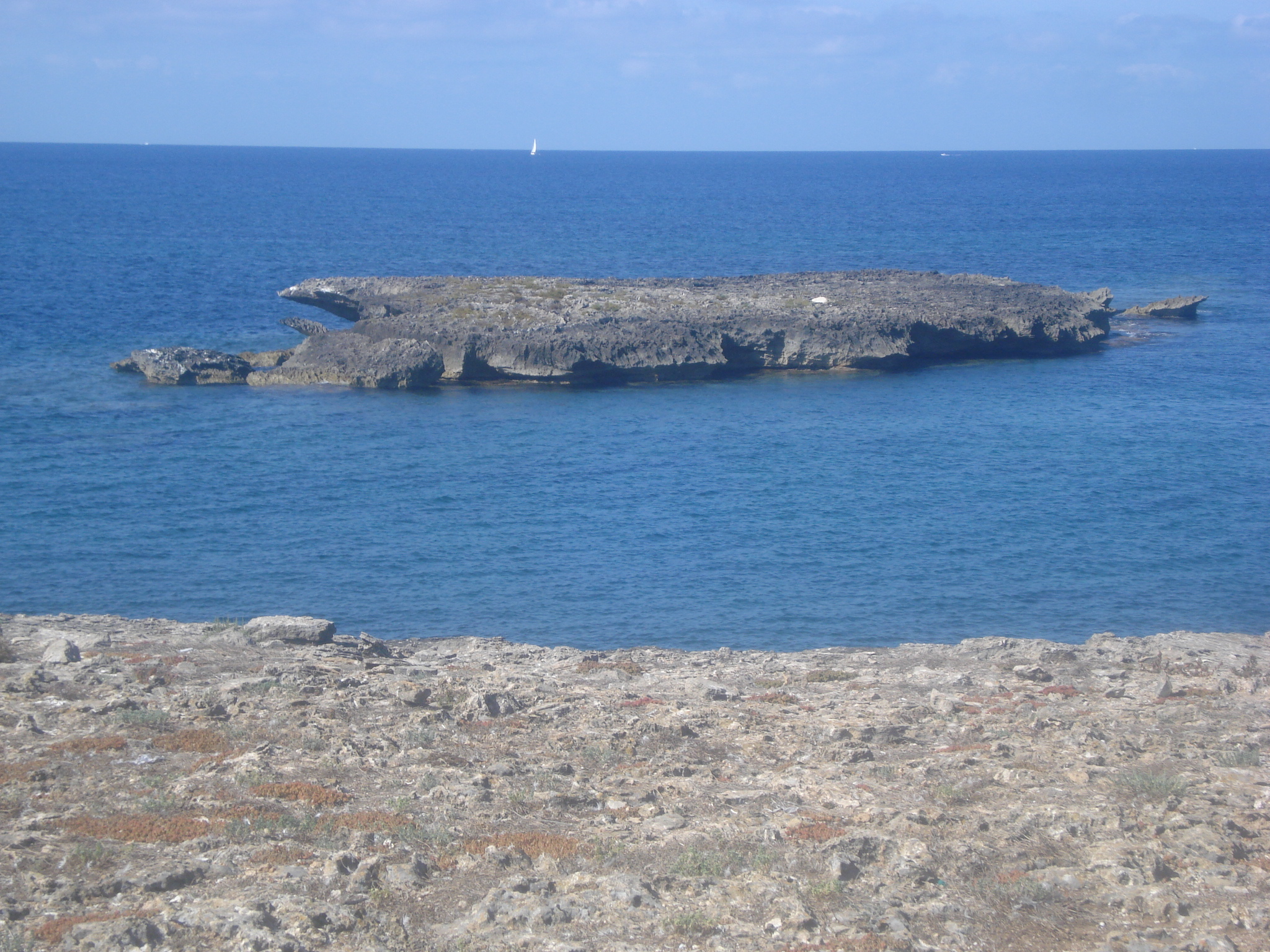
Isla Grande de Na Moltona visto desde na Moltona.

El Islote Grande de na Moltona es un islote español situado frente a la costa de Mallorca, a unos 40 metros de la isla de na Moltona, en el municipio de Las Salinas, Islas Baleares. Tiene una longitud de 50 metros y una anchura de 30 metros. Recibe su nombre para diferenciarlo del islote pequeño del mismo nombre, situado muy cerca de él.
Tiene una vegetación típica de los islotes mallorquines, y suele ser frecuentada por gaviotas y cormoranes.
- Datos: Q11926529